# Phasmahyla exilis
Phasmahyla exilis é uma espécie de anfíbio da família dos filomedusídeos (Phyllomedusidae). Anteriormente seu gênero foi classificado dentro da família dos hilídeos (Hylidae).

## Distribuição e habitat
Phasmahyla exilis é Endêmica do Brasil, pode ser encontrada nos estados de Minas Gerais, no município de Santa Maria do Salto (na Fazenda Duas Barras, que é sua localidade tipo), e Bahia, nos municípios de Jussari e Arataca. Há ainda registro no estado do Espírito Santo, em Santa Teresa e Cariacica. Com base na medição pelo mínimo polígono convexo formado pelos pontos de registro, calcula-se que sua área de ocorrência seja de 2 637 quilômetros quadrados. Ao longo de sua extensão ocorre em algumas áreas protegidas, como o Parque Estadual do Alto Cariri, a Reserva Particular do Patrimônio Natural Serra do Teimoso, a Reserva Particular do Patrimônio Natural Serra Bonita e as Áreas de Proteção Ambiental Lagoa Encantada e Rio Almada. Seu habitat é a floresta ombrófila de áreas baixas (cerca de 800 metros de altitude), em fragmento do bioma da Mata Atlântica.

## Ecologia e conservação
Phasmahyla exilis deposita seus ovos em folhos acima da água e os girinos caem na água. Sua população é rara e não há informação sobre a tendência populacional haja vista os dados insuficientes sobre a espécie e suas subpopulações. Sua sobrevivência é ameaçada pela perda de habitat em decorrência da expansão agrícola e urbana. Não há registro de uso da espécie pelas populações locais. A espécie ocorre na área de abrangência do Plano de Ação Nacional para Conservação da Herpetofauna Ameaçada da Mata Atlântica Nordestina de 2013 e do Plano de Ação Nacional para a Conservação da Herpetofauna da Mata Atlântica do Sudeste de 2015, organizados pelo Instituto Brasileiro do Meio Ambiente e dos Recursos Naturais Renováveis (IBAMA) e o Instituto Chico Mendes de Conservação da Biodiversidade (ICMBio). Em 2005, foi classificado como em perigo na Lista de Espécies da Fauna Ameaçadas do Espírito Santo; e em 2018 como pouco preocupante na Lista Vermelha do Livro Vermelho da Fauna Brasileira Ameaçada de Extinção do ICMBio.